# Перекрёсток России (газета)
«Перекрёсток России» — официальная газета города Ртищево и Ртищевского района, отражает мнение городских и районных властей.

## Общая характеристика
- Дни выхода — вторник, пятница (с прикладкой «„Перекрёсток России“ в пятницу»)
- Формат издания — A3
- Количество полос — 4 и 8 (в пятницу)
- Тираж — 5,6 тыс. экз. (данные на 16 ноября 2007 года)
- Цветность — чёрно-белая и чёрно-белая с цветными вставками
- Тематика газеты — освещение городских и районных новостей, сельскохозяйственной тематики и экономики, новостей сферы образования и здравоохранения, криминальных новостей, событий культурной и спортивной жизни города и района, вопросов юридической и социальной сфер, аналитика и комментарии.

Газета выпускается в печатном виде, с мая 2008 года часть публикаций размещается на электронном портале муниципальных и государственных СМИ Саратовской области Саратов медиа.
Учредителями газеты являются Министерство информации и печати Саратовской области, администрация Ртищевского муниципального района Саратовской области и МУП «Редакция Ртищевской газеты „Перекрёсток России“».

## История газеты

Логотип газеты «Путь Ленина» (1991 год)

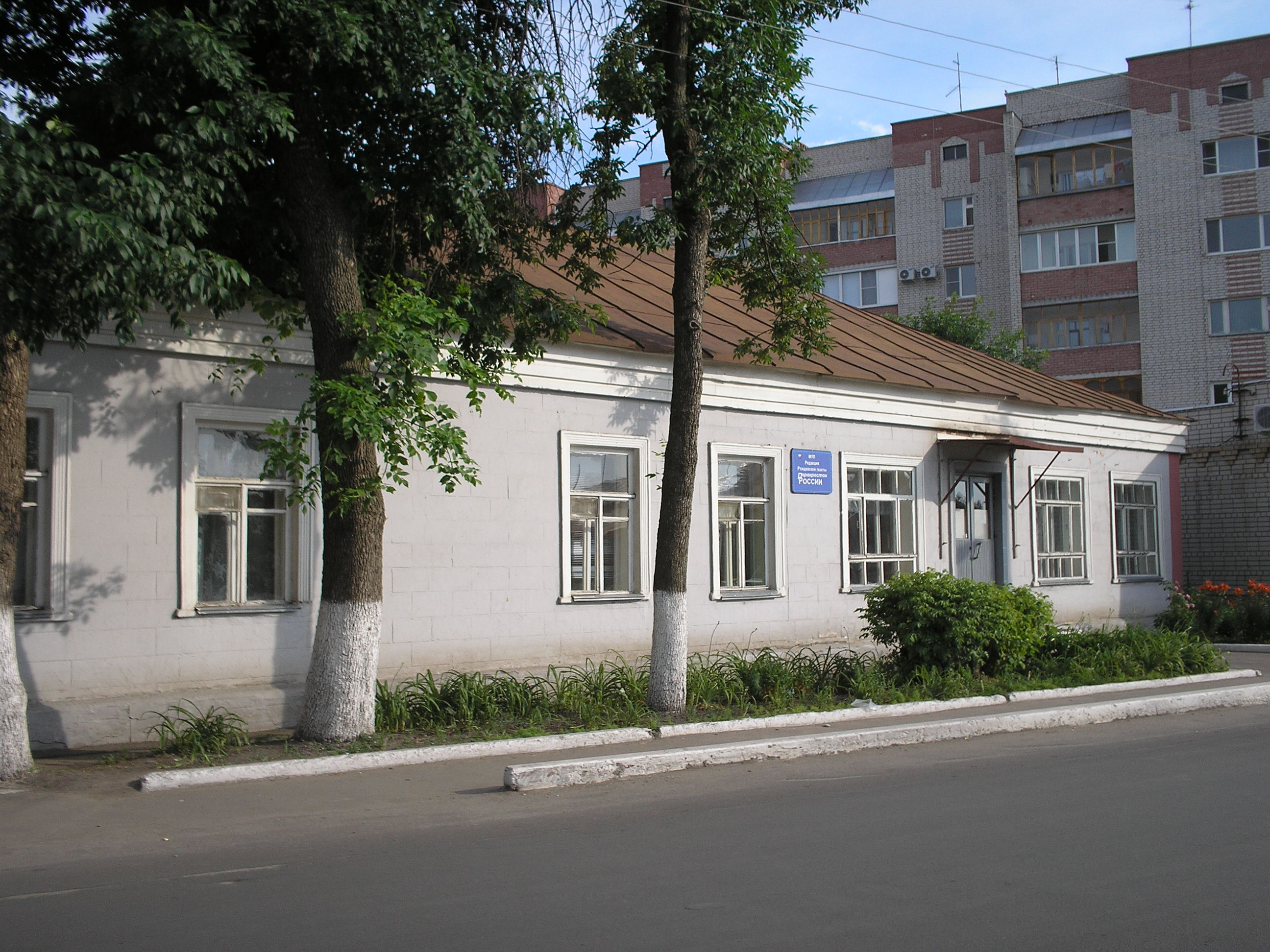
Редакция газеты «Перекрёсток России»

До 1 января 1992 года газета называлась «Путь Ленина».
Первый номер газеты «Путь Ленина» — органа Ртищевского райкома ВКП(б), районного и городского Советов депутатов трудящихся, райколхозсоюза и райпрофсожа — вышел 22 апреля 1930 года. До создания типографии в Ртищеве газета печаталась на стеклографе в Балашоке. Тираж её был 100 экземпляров. 7 сентября 1930 года вышло в свет первые 3500 экземпляров газеты, отпечатанные в ртищевской типографии. Первым редактором газеты был С. М. Терентьевский, приехавший в Ртищево после окончания совпартшколы.
В апреле 1963 года, в связи с ликвидацией Ртищевского района и передачей всех сельских Советов бывшего Ртищевского района в состав Аркадакского района, издание газеты «Путь Ленина» было прекращено (последний номер вышел 31 марта).
8 апреля 1965 года, решением ЦК КПСС, издание газеты «Путь Ленина», как органа Ртищевских горкома и райкома КПСС, городского и районного Советов депутатов трудящихся, возобновилось.
В 1930-е годы газета издавалась ежедневно. До 1992 года выходила 4 раза в неделю, с 1992 по 2004 год — 3 раза в неделю, с 2004 — 2 раза в неделю.
В разные годы газеты была печатным органом:
- Ртищевского райкома ВКП(б), районного и городского Советов депутатов трудящихся, райколхозсоюза и райпрофсожа (начало 1930-х)
- Ртищевского райкома ВКП(б), Райисполкома и Горсовета (конец 1930-х)
- Ртищевского горкома и райкома КПСС (ВКП(б)), городского и районного Советов депутатов трудящихся (с 1940-х по октябрь 1957)
- Ртищевского горкома КПСС и городского Совета депутатов трудящихся (с октября 1957 по март 1963)
- Ртищевских горкома и райкома КПСС, городского и районного Советов депутатов трудящихся (народных депутатов) (с марта 1965 по январь 1991)

Учредителями газеты в разные годы являлись:
- Ртищевские горком и райком КПСС (с марта 1991 Компартии РСФСР), городской и районный Советы народных депутатов Саратовской области (с января по август 1991)
- Ртищевские городской и районный Советы народных депутатов Саратовской области (с августа 1991 по январь 1992)
- Ртищевские городской и районный Советы народных депутатов Саратовской области, коллектив редакции газеты (с января 1992 по февраль 1993)
- Ртищевский городской Совет народных депутатов Саратовской области, коллектив редакции газеты (с февраля по октябрь 1993)
- Администрация г. Ртищево и Ртищевского района, коллектив редакции газеты (с октября по ноябрь 1993)
- Администрация г. Ртищево и Ртищевского района, коллектив редакции газеты и типографии (с ноября 1993 до середины 1990-х)
- Администрация ОМО Ртищевского района, редакция газеты «Перекрёсток России» и типография (до 2003)
- Комитет по информации и печати Саратовской области, администрация ОМО Ртищевского района, редакция газеты «Перекрёсток России» (с 2003 по ?)

Адреса редакции в разные годы:
- 1-я Железнодорожная улица, 14 (1930-е — декабрь 1961)
- Железнодорожная улица, 20 (декабрь 1961 — март 1966; здание типографии)
- Большая Московская улица, 27 (март 1966 — март 1968)
- Коммунистическая улица, 1 (март 1968 — декабрь 1969)
- Саратовская улица, 7 (декабрь 1969 — октябрь 1974)
- Безымянная улица, 8а (ноябрь 1974 — январь 1982)
- Советская улица, 7 (январь — апрель 1982)
- Советская улица, 3 (с апреля 1982)

### Редакторы

С. М. Терентьевский — первый редактор газеты

- Терентьевский, Сергей Михайлович (1930—?)
- Сиряпин, Николай Алексеевич (1930-е годы)[1]
- Милославский, А. (февраль — октябрь 1941)[2]
- Шевелёв И. А. (октябрь 1941—1942)[2]
- Дорогов, Валентин Гаврилович (1943—1944)[3]
- Куванов, Александр Васильевич (1944-?)
- Салосин (1950-е)[4]
- Сушкова, Нина Андреевна (1950-е — октябрь 1957)
- Горшков, А. А. (ноябрь 1957 — май 1962)
- Галицкая, В. Л. (май — июнь 1962 и. о.; июнь 1962 — март 1963)
- Шевченко, В. А. (8 апреля 1965 — июль 1965 и. о.)
- Антонов, Ф. К. (июль — сентябрь 1965 и. о.)
- Шолохов, Пётр Борисович (сентябрь — октябрь 1965 и. о.; октябрь 1965 — апрель 1981)
- Тараканов, Виталий Сергеевич (апрель — июнь 1981 зам. редактора)
- Пасечный, Юрий Борисович (июнь 1981 — июль 1982)
- Тараканов, Виталий Сергеевич (июль — ноябрь 1982 зам. редактора)
- Борисов, Сергей Петрович (ноябрь — декабрь 1982 и. о.; декабрь 1982 — август 1986)
- Болованов, Александр Валерьевич (август — октябрь 1986 зам. редактора; октябрь 1986 — январь 1988)
- Дуюнова, Галина Дмитриевна (январь — февраль 1988 зам. редактора)
- Сукманов Геннадий Васильевич (февраль — март 1988 и. о.; март 1988 — апрель 2001)
- Дуюнова, Галина Дмитриевна (апрель — май 2001 и. о.)
- Макогон, Светлана Васильевна (май 2001 — июль 2004)
- Дуюнова, Галина Дмитриевна (июль — сентябрь 2004 и. о.; сентябрь 2004 — июль 2005)
- Макогон, Светлана Васильевна (июль 2005 — октябрь 2009)
- Тараканов, Сергей Витальевич (октябрь 2009—2011)
- Маркова, Лариса Владимировна (с 2011)

### Интересные факты
9 мая 1945 года небывало большим тиражом в 10 тысяч экземпляров (при обычном тираже в 2800) вышел праздничный номер газеты «Путь Ленина». Газету быстро доставили подписчикам, а часть тиража с самолёта разбросали над Ртищево, Салтыковкой, Екатериновкой, Владыкино, Кистендеем, Аркадаком, Турками и Макарово.